# Vassy
Vasziliki Karagiorgosz, művésznevén Vassy (Darwin, Ausztrália, 1983. március 15. –) ausztrál énekesnő és dalszerző.

## Életrajz
Szülei görög emigránsok, Florinából költöztek Ausztráliába. Vassy 2003-ban vált ismertté, miután megnyerte az ausztrál Triple J rádióállomás tehetségkutató műsorát, az Unearthed-t. "We Are Young" című dala a Billboard Hot Dance Club Songs listájának élére került.
2014-ben David Guettával és Showtekkel közösen elkészítette "Bad" című számát, amely nemzetközi siker lett, rengeteg országban vezette a zenei listákat. 2014 szeptemberében a Scooter együttessel közösen megjelent "Today" című számuk. 2016 februárjában megjelent Scooter albumon szintén közreműködött a "Burn" című számban.

## Diszkográfia

### Albumok
- My Affection (2005)[8]
- The Acoustics EP (2011)
- Beautiful Day (2012)
- We Are Young (2015)

### Kislemezek
- "I Can See Clearly Now" (közr. Jazibel)
- "Cover You In Kisses"
- "Get Busy" (közr. Katalyst)
- "Wanna Fly" (közr. Mozim)
- "Loverman"
- "Kick My Ass"
- "History"
- "Desire"
- "Could This Be Love"
- "We Are Young"
- "MAD"
- "Hustlin" (feat. Crazibiza and Dave Audé)

Közreműködő előadóként
- "Spotlight" (Victor Magan közr. Vassy & Juan Magan)
- "Miss Automatic" (Mark Angelo & Vassy közr. Epsilon)
- "TOKYO STYLE" (FUTURE BOYZ közr. Dave Audé, Vassy)
- "Today" (Scooter & Vassy, 2014)
- "Radiate" (Scooter & Vassy, 2015)
- "Burn" (Scooter & Vassy, 2016)

| Cím | Év   | Toplistás helyezések | Toplistás helyezések | Toplistás helyezések | Toplistás helyezések | Toplistás helyezések | Toplistás helyezések | Toplistás helyezések | Toplistás helyezések | Toplistás helyezések | Toplistás helyezések | Díjak                                | Album             |
| Cím | Év   | FRA                  | AUS                  | AUT                  | BEL (WA)             | GER                  | NLD                  | SWE                  | SWI                  | UK                   | US                   | Díjak                                | Album             |
| --- | ---- | -------------------- | -------------------- | -------------------- | -------------------- | -------------------- | -------------------- | -------------------- | -------------------- | -------------------- | -------------------- | ------------------------------------ | ----------------- |
| "BAD" (David Guetta & Showtek közr. Vassy)                                                              | 2014 | 6                    | 5                    | 16                   | 16                   | 19                   | 26                   | 2                    | 39                   | 22                   | —                    | - ARIA: Arany - IFPI SWE: 2× Platina | N/A               |
| "Today" (Scooter and Vassy)                                                                             | 2014 | 23                   | —                    | 17                   | —                    | 75                   | —                    | —                    | 30                   | 25                   | —                    |                                      | The Fifth Chapter |
| "Secrets" (Tiësto & KSHMR featuring Vassy)                                                              | 2015 | —                    | —                    | —                    | 33                   | —                    | 31                   | 80                   | —                    | —                    | —                    |                                      |                   |
| "Satisfied" (Showtek featuring Vassy)                                                                   | 2015 | —                    | —                    | —                    | —                    | —                    | —                    | —                    | —                    | —                    | —                    |                                      |                   |
| "Radiate" (Scooter and Vassy)                                                                           | 2015 | —                    | —                    | —                    | —                    | —                    | —                    | —                    | —                    | —                    | —                    |                                      | The Fifth Chapter |
| "—" Olyan dalt jelöl, amely nem ért el helyezést a slágerlistán vagy nem jelent meg az adott területen. |      |                      |                      |                      |                      |                      |                      |                      |                      |                      |                      |                                      |                   |